# Enric Bataller i Ruiz
Enric Bataller i Ruiz (Yverdon-les-Bains, Suiza, 30 de mayo de 1965 - Valencia, España, 17 de diciembre de 2024) fue un abogado y político español nacido en Suiza. Diputado en el Congreso de los Diputados en la XI y XII legislaturas por Compromís.

## Biografía
Estudió en el Instituto Lluís Vives y en la Universidad de Valencia, donde se licenció en Historia primero, y posteriormente en Derecho, y donde acabaría doctorándose con una tesis sobre propiedad intelectual. Abogado civilista en ejercicio desde 1993, se dedicó desde 1998 hasta 2024 a la docencia en el Departamento de Derecho Civil de la Universidad de Valencia. También ha desarrollado docencia ligada al mercado laboral (másteres en la Universidad de Alicante y en la Universidad Politécnica de Valencia). Como profesional liberal ha sido miembro fundador del despacho Altea Abogados en 2001, asesor jurídico de la Asociación de Actores y Actrices Profesionales Valencianos hasta 2002, y otras organizaciones cívicas.
Miembro fundador de Iniciativa del Poble Valencià y de Compromís, se declaraba valedor de la nueva cultura política de la participación ciudadana. Se presentó para ocupar un escaño en el Senado por la circunscripción de Valencia en las Elecciones generales españolas de 2011, sin resultar elegido. En 2014 se presentó también a las primarias para ser cabeza de lista de Primavera Europea, quedando en segunda posición por detrás de Jordi Sebastià, quien acabaría siendo Diputado al Parlamento Europeo En Compromís, ha sido encargado de ponerse en contacto con los grupos de valencianos en el exterior y participa en la coordinación del programa electoral. Fue elegido diputado por la provincia de Valencia en las elecciones generales españolas de 2015 y 2016.
Posteriormente, se dio de baja de la coalición a través de una carta abierta a la militancia donde explicaba que su decisión se debía a "la constatación de la parálisis de su voluntad transformadora y su voluntaria irrelevancia en los planos estatal y europeo". En septiembre del año 2019, Bataller funda el partido de ámbito valenciano Vía Mediterránea.
Falleció el 17 de diciembre de 2024 a causa de un paro cardíaco mientras daba clases en la Universidad de Valencia. Tenía 59 años.